# Piotr Stermich-Valcrociata
Piotr Stermich-Valcrociata, Stermicz-Valcrociata, właśc. Petar Strmić di Valcrociata (ur. 31 sierpnia 1868 w Zadarze, zm. 8 września 1935 w Berlinie) – chorwacki dyrygent.

## Życiorys
Ukończył Konserwatorium Wiedeńskie (1889), następnie występował we Włoszech i na Malcie. W latach 1895–1896 dyrygował operami włoskimi w Moskwie i Petersburgu. Od 1899 roku przebywał na ziemiach polskich. Początkowo był zastępcą dyrygenta Teatru Wielkiego w Warszawie, następnie w latach 1908–1910 był dyrygentem Opery Lwowskiej. W 1911 roku wyjechał do Pragi, skąd później udał się do Wiednia. Od 1922 do 1929 roku pełnił funkcję dyrektora i pierwszego dyrygenta Teatru Wielkiego w Poznaniu, w czasie swojej kadencji podnosząc znacząco jego poziom artystyczny i repertuarowy. Wystawił m.in. Uprowadzenie z seraju, Wesele Figara i Don Giovanniego W.A. Mozarta, Hugonotów Giacoma Meyerbeera, Tannhäusera i Zygfryda Richarda Wagnera, Borysa Godunowa Modesta Musorgskiego, Ariadnę na Naksos Richarda Straussa, Jenufę Leoša Janáčka, Jaskółkę Giacoma Pucciniego, L’amore dei tre re Italo Montemezziego. Jako miłośnik i propagator twórczości kompozytorów polskich przygotował wiele premier, m.in. Konrada Wallenroda Władysława Żeleńskiego, Marii Henryka Opieńskiego, Żywili Alojzego Dworzaczka, Pomsty Jontkowej Bolesława Wallek-Walewskiego, Legendy Bałtyku Feliksa Nowowiejskiego. Od 1929 do 1933 roku był dyrektorem opery w Teatru Wielkiego w Warszawie, zaś w latach 1932–1933 pełnił funkcję kierownika muzycznego Studia Operowego Towarzystwa Opery Narodowej. Ostatnie lata życia spędził w Berlinie.
Od 1916 roku był żonaty ze śpiewaczką operową Jadwigą Dębicką.